# Hamm (Sieg)
Hamm (Sieg) – miejscowość i gmina w Niemczech, w kraju związkowym Nadrenia-Palatynat, w powiecie Altenkirchen, siedziba gminy związkowej Hamm (Sieg).